# Marigny (Deux-Sèvres)
Marigny is een gemeente in het Franse departement Deux-Sèvres (regio Nouvelle-Aquitaine) en telt 781 inwoners (1999). De plaats maakt deel uit van het arrondissement Niort.

## Geografie

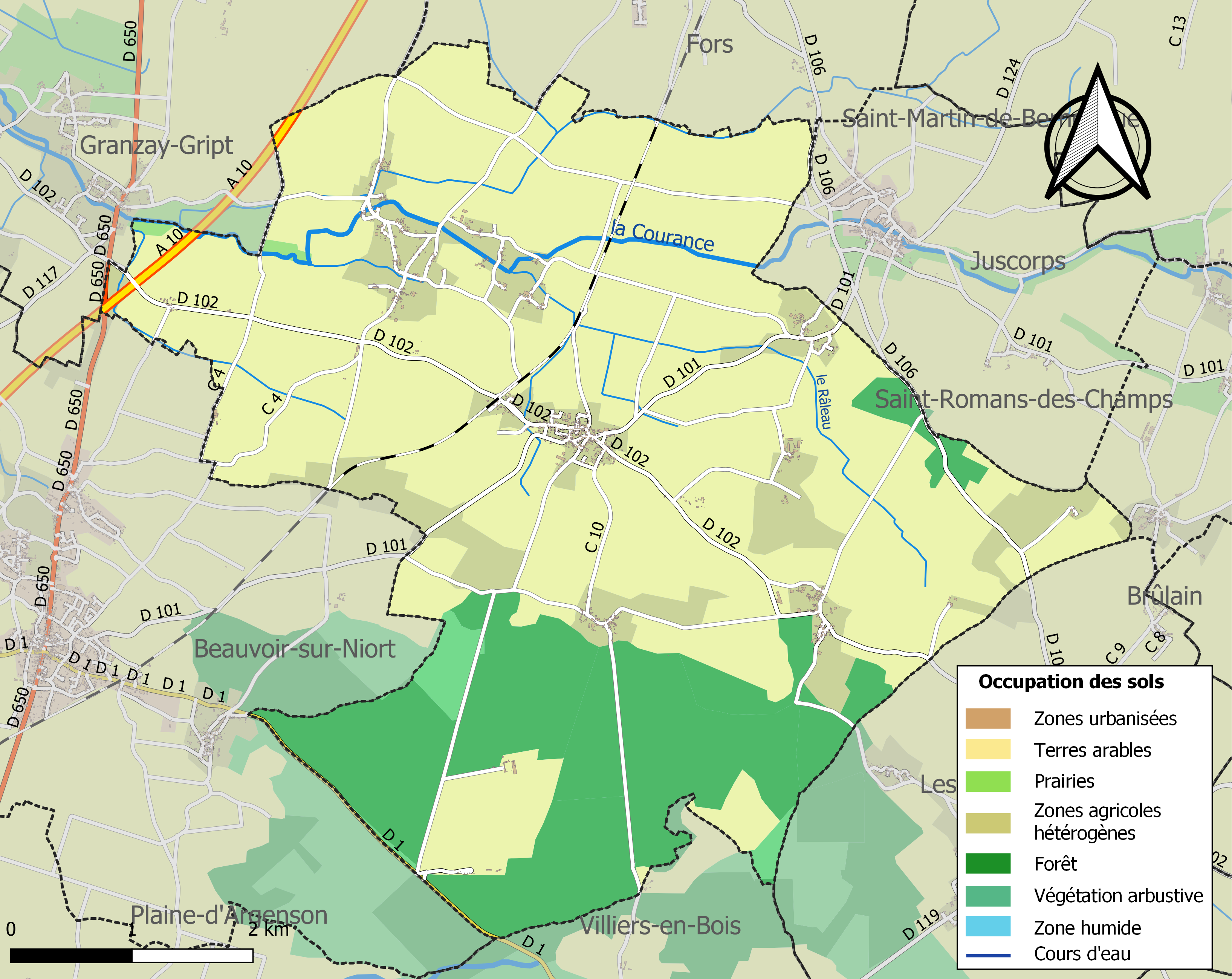
Kaart van de gemeente met de belangrijkste infrastructuur, bodemgebruik en omliggende gemeenten

De oppervlakte van Marigny bedraagt 32,1 km², de bevolkingsdichtheid is 24,3 inwoners per km².

## Verkeer
In de gemeente ligt de spoorweghalte Marigny.

## Demografie
Onderstaande figuur toont het verloop van het inwonertal (bron: INSEE-tellingen).